# Johann Georg Hamann

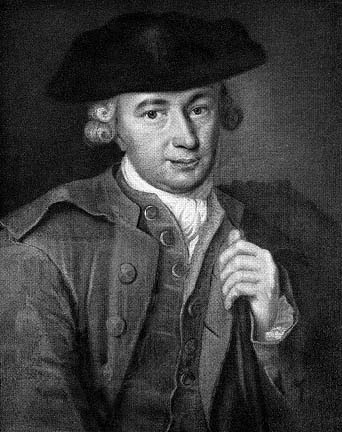
Johann Georg Hamann

Johann Georg Hamann (Koningsbergen 27 augustus 1730 - Münster 21 juni 1788) was een Duits filosoof, afkomstig uit de Pruisische stad Koningsbergen. Hij is te plaatsen tussen Kant en het Duits idealisme. Hij wordt gerekend tot de zogenaamde geloofsfilosofen, samen met zijn tijdgenoten  Schleiermacher, Friedrich Heinrich Jacobi en  J.G. Herder. Tegenover Kant beroepen zij zich op het geloof, en dit geloof stempelt hun denken.

## Leven
Hamann was afkomstig uit een luthers-piëtistisch milieu. In 1758 maakte hij een ingrijpende bekeringservaring door. Hij werkte als huisleraar, in de handel en als douanebeambte. Daarnaast hield hij zich intensief bezig met de grote wijsgerige en theologische vraagstukken van zijn tijd. 

## Theologie
De neerdalende liefde van God stond in het centrum van Hamanns geloof en theologie. Hij ervoer dat Christus als een vriend 'in zijn ziel sloop'. Hij voelde dat Christus hem zelf liefdevol tegemoet trad, en dat Gods Geest hem van binnenuit vernieuwde. 
Hamann voerde een felle polemiek met Lessing en Moses Mendelssohn. Hij vond dat zij voorbijgingen aan de fundamente betekenis voor het geloof van Gods openbaring in de geschiedenis. Men mag volgens hem nooit voorbijgaan aan de heilsfeiten om door de kracht van de rede de geestelijke waarheden van het geloof te ontdekken. Deze poging is gedoemd te mislukken. Volgens Hamann was het geloof een vertrouwen op de blijvende betekenis van de heilsfeiten. Die feiten vormen tekenen van Gods openbaring in onze empirisch-historische werkelijkheid. 
Hamann legt een grote nadruk op de taal. Hij verbindt deze taal ook met het spreken van God. De taalwerkelijkheid die ons omringt, gaat uiteindelijk terug op de Logos. De betekenis van onze werkelijkheid is voor hem gelegen in haar betrokkenheid op God.

## Werk
- "Sokratische Denkwürdigkeiten" (1759).
- Postuum verscheen "Metakritik über den Purismus der Vernunft". Dit werk is een kritiek op Kants Kritik en vormt het hoogtepunt van Hamanns strijd tegen de heerschappij van de menselijke rede.

## Filosofie
Het denken van Hamann heeft een sterke anti-rationalistische inslag. 
Door zijn studie van Hume kwam hij tot de opvatting dat het belangrijk is om de zintuiglijk ervaren werkelijkheid als vertrekpunt voor de filosofie te nemen. 
Hamann hechtte een grote betekenis aan de taal. De taal is zodoende het grondbegrip van Hamanns filosofie. 
We kunnen ons denken nooit losmaken van andere facetten van ons mens-zijn, dus ook niet van onze taal. Elk mens wordt geboren in een taal-werkelijkheid. Deze taal-werkelijkheid stempelt ons denken. Ons denkvermogen is afhankelijk van ons spraakvermogen. De rede is aangewezen op de taal. De rede brengt niet zelf iets nieuws tot stand, maar ze interpreteert alleen dingen die er al zijn. Daarom zegt Hamann: rede is taal.